# تشارلز ناغل
تشارلز ناغل (بالإنجليزية: Charles Nagel)‏ هو قاضي ومحامي وسياسي أمريكي، ولد في 9 أغسطس 1849 في الولايات المتحدة، وتوفي في 5 يناير 1940 بسانت لويس في الولايات المتحدة. حزبياً، نشط في الحزب الجمهوري. انتخب United States Secretary of Commerce and Labor ‏ وانتخب عضو مجلس نواب ولاية ميسوري وانتخب United States Department of Commerce and Labor ‏.

## روابط خارجية
- تشارلز ناغل على موقع إن إن دي بي (الإنجليزية)